# Сонячний спалах (премія)
Премія «Сонячний спалах» (англ. Sunburst Award) — щорічна канадська літературна нагорода, яку присуджують найкращим канадським фантастичним творам, що написані попереднього календарного року.
Премію названо на честь однойменного першого науково-фантастичного роману Філліс Ґотліб. Її присуджують у трьох категоріях: доросла література, підліткова література та коротка проза. Грошова частина премії становить 1000 $ (доросла література, підліткова література) та 500 $ (коротка проза). Також переможець отримує медальйон з логотипом премії. Лауреата обирає журі, яке кожного року змінюється.

## Лауреати
| Рік  | Переможець                                                                     | Назва                                              | Оригінальна назва                                       |
| ---- | ------------------------------------------------------------------------------ | -------------------------------------------------- | ------------------------------------------------------- |
| 2001 | Шон Стюарт                                                                     | Ґелвестон                                          | Galveston                                               |
| 2002 | Маргарет Світмен                                                               | Коли Еліс лягла з Пітером                          | When Alice Lay Down with Peter                          |
| 2003 | Нало Гопкінсон                                                                 | Шкіряний фольк                                     | Skin Folk                                               |
| 2004 | Корі Докторов                                                                  | Чужоземне місце та ще 8 таких                      | A Place So Foreign and 8 More                           |
| 2005 | Джефф Раймен                                                                   | Повітря                                            | Air                                                     |
| 2006 | Голлі Філліс                                                                   | У палаці відпочинку                                | In the Palace of Repose                                 |
| 2007 | Марк Фруткін                                                                   | Повернення Фабріціо                                | Fabrizio's Return                                       |
| 2008 | Дор. літ.: Нало Гопкінсон Підл. літ.: Джоанн Прул                              | Руки нового Місяця Гімн вимушених пророків         | The New Moon's Arms Anthem of a Reluctant Prophet       |
| 2009 | Дор.літ.: Ендрю Девідсон Підл.літ.: Корі Докторов                              | Гаргулья Менший брат                               | The Gargoyle Little Brother                             |
| 2010 | Дор. літ.: А. М. Делламоніка Підл. літ.: Гіромо Гото                           | Індигові весни Пів Світу                           | Indigo Springs Half World                               |
| 2011 | Дор. літ.: Гай Гевріел Кей Підл. літ.: Пол Гленном                             | Піднебесна Дивніше книги                           | Under Heaven Bookweirder                                |
| 2012 | Дор. літ.: Джефф Раймен Підл. літ.: Кетрін Остін                               | Казки про Рай Усі добрі діти                       | Paradise Tales All Good Children                        |
| 2013 | Дор. літ.:Мартін Десжардінс Підл. літ.: Рейчел Гартман                         | Злодіяння Серафіна                                 | Maleficium Seraphina                                    |
| 2014 | Дор. літ.: Рут Озекі Підл. літ.: Чарльз де Лінт                                | Казка на даний момент Коти Тангельвудського лісу   | A Tale for the Time Being The Cats of Tanglewood Forest |
| 2015 | Дор. літ.: Томас Кінг Підл. літ.: Сесіл Кастеллуччі                            | Спина черепахи Зірка шерифа                        | The Back of the Turtle Tin Star                         |
| 2016 | Дор.літ.: Джемма Файлес Підл. літ.: Лія Бобет Коротка проза: Кетрін А. МакЛеод | Експериментальний фільм Успадкування праху Хованки | Experimental Film An Inheritance of Ashes Hide and Seek |